# Südafrikanische Cricket-Nationalmannschaft in England in der Saison 1951
Die Tour der südafrikanischen Cricket-Nationalmannschaft nach England in der Saison 1951 fand vom 7. Juni bis zum 18. August 1951. Die internationale Cricket-Tour war Bestandteil der Internationalen Cricket-Saison 1951 und umfasste fünf Tests. England gewann die Serie 3–1.

## Vorgeschichte
Für beide Mannschaften war es die erste Tour der Saison.
Das letzte Aufeinandertreffen der beiden Mannschaften bei einer Tour fand in der Saison 1948/49 in Südafrika statt.

## Stadien
Die folgenden Stadien wurden für die Tour als Austragungsort vorgesehen.
| Stadion                     | Stadt      | Kapazität | Spiele  |
| --------------------------- | ---------- | --------- | ------- |
| Headingley Stadium          | Leeds      | 17.000    | 4. Test |
| The Oval                    | London     | 23.500    | 5. Test |
| Lord’s Cricket Ground       | London     | 30.000    | 2. Test |
| Old Trafford Cricket Ground | Manchester | 19.000    | 3. Test |
| Trent Bridge                | Nottingham | 15.350    | 1. Test |

## Kaderlisten
Die Mannschaften benannten die folgenden Kader.
| Test | Test |
| England | Südafrika |
| --- | --- |
| - Rob Bailey - Alec Bedser - Don Brennan - David Brown - Denis Compton - Godfrey Evans - Tom Graveney - Malcolm Hilton - Richard Hutton - Jack Ikin - Jim Laker - Frank Lowson - Peter May - Derek Shackleton - Reg Simpson - Brian Statham - Roy Tattersall - Johnny Wardle - Willie Watson | - Jack Cheetham - Geoff Chubb - Russell Endean - George Fullerton - Tufty Mann - Percy Mansell - CN McCarthy - Jacky McGlew - Roy McLean - Michael Melle - Dudley Nourse - Athol Rowan - Eric Rowan - John Waite - Clive van Ryneveld |

## Tour Matches
Südafrika bestritt während der Tour 28 Tour-Matches.

## Tests

### Erster Test in Nottingham
| 7. – 12. Juni Scorecard | Nottingham | Südafrika 483-9d (240) & 121 (51.4) | – | England 419-9d (163.2) & 114 (65.2) |
|                         |            | Südafrika gewinnt mit 71 Runs       |   |                                     |

### Zweiter Test in London
| 21. – 23. Juni Scorecard | London (Lord’s) | England 311 (107.4) & 16-0 (3.5) | – | Südafrika 115 (64.5) & 211 (xxx) (f/o) |
|                          |                 | England gewinnt mit 10 Wickets   |   |                                        |

### Dritter Test in Manchester
| 5. – 10. Juli Scorecard | Manchester | Südafrika 158 (84.3) & 191 (78.2) | – | England 211 (85.3) & 142-1 (51.3) |
|                         |            | England gewinnt mit 9 Wickets     |   |                                   |

### Vierter Test in Leeds
| 26. – 31. Juli Scorecard | Leeds | Südafrika 538 (235.3) & 87-0 (49) | – | England 505 (224.5) |
|                          |       | Remis                             |   |                     |

### Fünfter Test in London
| 16. – 18. August Scorecard | London (Oval) | Südafrika 202 (106.3) & 154 (75.5) | – | England 194 (87) & 164-6 (62.1) |
|                            |               | England gewinnt mit 4 Wickets      |   |                                 |